# 西班牙国铁354型柴油机车
西班牙国铁354型柴油机车（西班牙语：Serie 354 de Renfe）是德国企业克劳斯-玛菲为西班牙国家铁路制造的一型液力传动柴油机车，专门用于牵引塔尔高摆式列车。“塔尔高摆式列车”是西班牙铁路列车制造公司塔尔高出品的摆式铁路客车，西班牙国家铁路在“西班牙国铁354型柴油机车”交付前夕引入。该型机车的设计非常像之前的“西班牙国铁353型柴油机车”，但该型做了升级（特别是动力方面）。

## 背景与设计
该型机车于1983年至1984年之间分批正式交付，其总功率为4,171匹馬力（3,110千瓦特），比西班牙之前任何一型铁路机车功率都要高。 与西班牙国家铁路上一型柴油机车“西班牙国铁353型柴油机车”一样，“西班牙国铁354型柴油机车”同样设有前后双驾驶室、双发动机、双液力传动系统（两型机车的发动机和液力传动系统均由克劳斯-玛菲设计），类似的设计可以向前追溯到“西班牙国铁352型柴油机车”、“西班牙国铁340型柴油机车”和“德国联邦铁路V200.0型柴油机车”。
这型机车较比之前的“西班牙国铁352型柴油机车”和“西班牙国铁353型柴油机车”在动力方面有着显著提升。这种大功率机车在牵引当时新推出的“塔尔高摆式列车”时，因为其搭载的自然摆式系统，可以提供比传统列车更高的横向加速度，过弯速度最高可提升25%。“西班牙国铁354型柴油机车”初始最高运营速度为180千米/小时。之后于1986年对传动装置进行小幅升级且加装“西班牙信号显示及自动制动系统（200版）”后，最高速度提升至200千米/小时。.
截至2009年，除该型机车外西班牙国家铁路中最高速度可达200千米/小时的柴油机车仅有“西班牙国铁334型柴电机车”一型，但这款机车的发动机功率更低，进一步降低了为车厢提供电力供应的要求，相比之下它的加速性能也不强。
该型机车的初始涂装与“塔尔高摆式列车”一样，均为蓝白相间涂装。后来改为了同样是蓝白相间但图案不同的大线条涂装，该型机车中首台使用这一涂装的机车是编号为354-003的机车。2004年，机车侧面去掉了“塔尔高”标识。
该型机车后来进行了升级，包括驾驶舱隔音和空调（安装在车顶）。

## 运行
“西班牙国铁354型柴油机车”中的首台于1982年开始试运行，试运行线路包括马德里↔科利亚多-比利亚尔瓦、马德里↔阿尔梅里亚、马德里↔埃尔戈洛索、马德里↔阿尔卡萨尔德圣胡安。该机车的车厂在马德里。
该型机车在正式运营初期在马德里↔拉科鲁尼亚的线路上牵引“塔尔高摆式列车”，并且与“西班牙国铁353型柴油机车”一同在马德里↔巴黎（中间在伊伦转换轨距）的线路上牵引“塔尔高摆式列车”。1983年5月25日开始在夏季服务中于马德里↔加的斯的铁路线路上牵引“塔尔高摆式列车”，取代了之前日本设计的“西班牙国铁269型电力机车”，因为“西班牙国铁354型柴油机车”能够在非电气化铁路上运行。
在之后的测试中，编号为354-002和354-003的两台“西班牙国铁354型柴油机车”在塞维利亚↔赫雷斯-德拉弗龙特拉的铁路线路中，跑出160千米小时的速度，且未出现明显的问题。然而，德国慕尼黑的克劳斯-玛菲工厂早期生产的“西班牙国铁354型柴油机车”的液压传动装置存在缺陷，但后来生产的“西班牙国铁354型柴油机车”在交付之前便已改进这一缺陷。
1984年2月20日，它们取代了“西班牙国铁333.0型柴油机车”用于牵引线路为马德里↔巴达霍斯的埃斯特雷马杜拉快车（西班牙语：Extremadura Expreso），同年6月3日开始牵引线路为马德里↔拉科鲁尼亚的上峡湾快车（西班牙语：Expreso Rias Altas），这些旅客列车服务后于1986年停止。接下来，它们用来牵引线路为马德里↔塔拉韦拉-德拉雷纳的卢西塔尼亚快车（西班牙语：Lusitania expreso）。
1986年，“西班牙国铁354型柴油机车”试验性提速至200千米/小时，当时是西班牙最快的柴油机车。1988年，西班牙国家铁路将旗下日本设计的铁路机车最高运营速度降至140千米/小时，这使得“西班牙国铁354型柴油机车”和“西班牙国铁250型电力机车”成为了当时西班牙国家铁路仅有的运营速度可达160千米/小时的铁路机车。
1989年时曾计划将200千米/小时定为“西班牙国铁354型柴油机车”的常规最高运营速度，但未取得实质性成果。
1990年开始在马德里↔希洪的铁路线路上牵引“塔尔高摆式列车”。有人1993年在瓦伦西亚↔卡塔赫纳的铁路线路上看到“西班牙国铁354型柴油机车”牵引的旅客列车取代了由“西班牙国铁353型柴油机车”和塔尔高出品的铁路客车组成的“我们的海号列车”。1993年，编号为354-008的“西班牙国铁354型柴油机车”暂时退出商业运行用于在马德里↔塞维利亚的铁路新线上做提速测试，1993年11月恢复商业运行。1995年5月的一起事故使得该型机车停运一年。
据不完全统计，在进入21世纪后，“西班牙国铁354型柴油机车”发生以下事故：
- 2001年，10月4日，编号为354-001的“西班牙国铁354型柴油机车”起火。
- 2003年6月3日，编号为354-007的“西班牙国铁354型柴油机车”在与编号为333-304的“西班牙国铁333型柴油机车（西班牙语：Serie 333 de Renfe）”相撞后报废。
- 2004年5月21日，编号分别为354-002和354-003的两台“西班牙国铁354型柴油机车”在马德里↔蓬特韦德拉↔拉科鲁尼亚的铁路线路上迎头相撞，两台机车均被撞毁。

在这一系列事故后，该型机车中剩下的3台仅被用作在马德里↔巴达霍斯和马德里↔卡塔赫纳的铁路线路上牵引“塔尔高摆式列车”。

## 车队信息
“西班牙国铁354型柴油机车”共制造8台，每台都拥有自己的名字，这些铁路机车的名称均和圣母玛丽亚有关。
| 机车名称中文译名 | 西班牙语原文 机车名称    | 西班牙国家铁路编号 | 图片 | 制造商编号 | 制造年份 | 退役年份 |
| ---------------- | ------------------------ | ------------------ | ---- | ---------- | -------- | -------- |
| 科瓦东加圣母号   | Virgen de Covadonga      | 354-001            |      | 19904      | 1982年   | 2009年   |
| 马卡雷纳圣母号   | Virgen de la Macarena    | 354-002            |      | 19905      | 1983年   | 2004年   |
| 道成肉身圣母号   | Virgen de la Encarnación | 354-003            |      | 19906      | 1983年   | 2004年   |
| 瓜达卢佩圣母号   | Virgen de Guadalupe      | 354-004            |      | 19907      | 1983年   | 2003年   |
| 圣柱圣母号       | Virgen del Pilar         | 354-005            |      | 19908      | 1983年   | 2001年   |
| 阿兰特萨苏圣母号 | Virgen de Aranzazu       | 354-006            |      | 19909      | 1984年   | 2009年   |
| 贝戈尼亚圣母号   | Virgen de Begoña         | 354-007            |      | 19910      | 1984年   | 2003年   |
| 蒙塞拉特圣母号   | Virgen de Montserrat     | 354-008            |      | 19911      | 1984年   | 2009年   |